# Perenniporia isabellina
Perenniporia isabellina är en svampart som först beskrevs av Narcisse Theophile Patouillard, och fick sitt nu gällande namn av Leif Ryvarden 1983. Perenniporia isabellina ingår i släktet Perenniporia och familjen Polyporaceae.   Inga underarter finns listade i Catalogue of Life.